# Althann Mihály János (1757–1815)
gróf Althann Mihály János (1757. február 10. – Prága, 1815. augusztus 3.) császári és királyi kamarás, Zala vármegye főispánja, szabadkőműves.

## Élete
Az előkelő birodalmi arisztokrata gróf Althan család sarja. Édesapja, gróf Althann Mihály János (1710–1778), édesanyja, báró Maria Josefa von Barwitz von Fernemont (1725–1758) volt.
1783-ban gróf Althann János Mihályt a varasdi  "A jó tanácshoz" nevű szabadkőműves páholyba vették fel, jáprai Spissich János exaktorral, és pallini Inkey Imre ügyvéddel együtt. Althann később a páholy tisztikarához is tartozott helyettes főmesterként.
Bátyja gróf Althann Mihály József 1785-ig töltötte be a Zala vármegyei főispáni címet, azonban ideiglenesen a Jozefinizmus alatt a zalai főispáni szék megszűnése miatt Balassa Ferenc vette át a vármegye vezetését 1790-ig. Ekkor Althann Mihály János foglalta el 1790. március 19-én, és 1815. október 28-ig viselte.
Althann Mihály János és családja meglehetősen eladósodott és ezért kényszerült eladni csáktornyát a gróf Festetics családnak. 1796. augusztus 6-án Althann Mihály József kamarás, és fivérei Althann Mihály Ferenc, és Althann Mihály Miksa ruházták át a csáktornyai uradalmat gróf Festetics Györgynek.
Zala megye 1797. április 12-ei közgyűlésen, Spissich János alispán és gróf Althann János Mihály főispán szembeszállva az uralkodó akaratával, megtagadta az Ausztriába betörő francia hadak ellen a nemesi felkelés kiállítását. I. Ferenc magyar király rövid időn belül leváltotta a vármegye vezetőségét és gróf Althann Mihály Jánost Bécsbe idézte királyi megrovásra. 1797. július 25-étől egészen 1835-ig főispáni helyettesek, adminisztrátorok kormányozták Zala megyét, de Althann továbbra is használta a főispáni címet haláláig. 1797. július 25-e és 1808. február 15-e között medgyesi Somogyi János (1756–1809) királyi alkancellár, udvari tanácsos, 1808. február 15-e és 1824. március 19-e gróf Amadé Antal tevékenykedett főispáni helyettesként.